# Коммандан Тест (гидроавианосец)
Коммандан Тест (фр. Commandant Teste) — французский гидроавианосец. Построен в 1929 году.

## История создания
Построенный к 1926 году, этот корабль являлся крупнейшим гидроавианосцем в Европе. Он должен был служить ремонтной плавбазой для самолётов и гидроавиатранспорта. К кораблю были приписаны две эскадрильи — поплавковых торпедоносцев Latécoère 298 и летающих лодок Loire 130, но эти самолёты на нём никогда не базировались.

## Конструкция
Длина — 167 м, ширина — 27 м, осадка — 7 м. Ангар размерами 84x27x7 м вмещал до 26 самолётов. На корабле были установлены 4 стартовые катапульты, обеспечивавшие взлёт с палубы. Гидросамолёты могли взлетать с поверхности воды и садиться на воду, а для приёма обычных самолётов использовался буксируемый тент.

## История службы
После поражения Франции авианосец остался под контролем правительства Виши в Тулоне и был затоплен с остальным флотом, чтобы не попал в руки Германии в ходе операции «Антон» («Лила»).
Поднят итальянцами 1 мая 1943, затем захвачен немцами и 19 августа 1944 потоплен союзной авиацией.
Второй раз поднят в 1945 году, предлагалось перестроить корабль в учебный авианосец, но планы не были реализованы.